# Присяжнюк, Андрей Александрович
Андрей Александрович Присяжнюк (1912—1982) — советский российский актёр театра, мастер художественного слова (чтец). Народный артист СССР (1973).

## Биография
Андрей Присяжнюк родился 4 (17) июля 1912 года (по другим источникам — 5 (18) июля 1912 года) в селе Погребище (ныне — Винницкая область, Украина).
Впервые вышел на сцену в 1930-м году в Театре рабочей молодежи во Владивостоке. После закрытия ТРАМа в 1932 году работал в театрах Благовещенска (1932), Спасска-Дальнего (1933—1937), Уссурийска (1937—1938).
С 1938 года — актёр Владивостокского драматического театра им. М. Горького (ныне Приморский краевой академический драматический театр имени Горького).
Актёр с ярко выраженным комедийным дарованием. Отличался темпераментной, гротескной игрой, пользовался обильным гримом и гротескным актёрским костюмом, иногда использовал одежду зрителей, сданную в гардероб.
В последние годы жизни служил в Приморской краевой филармонии (жанр скетча, конферанса, эстрадного монолога), выступал на Приморском радио.
Был историком Приморского краевого драматического театра им. М. Горького, однако в связи со скоропостижной смертью не закончил свой фундаментальный труд.
Присяжнюк Андрей Александрович скоропостижно умер от обширного инфаркта 11 ноября 1982 года во Владивостоке. Похоронен на Морском кладбище.

### Семья
- Дочь — Ирина Андреевна Присяжнюк (род. 1946), актриса Приморского краевого драматического театра им. М. Горького. Заслуженная артистка РСФСР (1985).

## Звания и награды
- Заслуженный артист РСФСР (1955)
- Народный артист РСФСР (1964)[1]
- Народный артист СССР (1973)
- Орден Трудового Красного Знамени
- Медаль «За отличие в охране государственной границы СССР»
- Медали
- Почётные грамоты за высокое исполнительское мастерство (1935, 1949, 1964, 1973)
- Почётные грамоты за заслуги в области культурного шефства над Вооружёнными силами СССР (1945—1981)
- Действительный член Географического общества СССР (1968)[2].

## Роли в театре
- «Фальшивая монета» М. Горького — Лузгин
- «Трое» по М. Горькому — Перфишка
- «Мещане» М. Горького — Перчихин
- «Человек и джентльмен» Э. де Филиппо — Дженнаро
- «Бронепоезд 14-69» Bc. В. Иванова — Васька Окорок
- «Кремлёвские куранты» Н. Ф. Погодина — Часовщик, Вайнонен
- «Оптимистическая трагедия» Вс. В. Вишневского — Вайнонен
- «Лес» А. Н. Островского — Счастливцев
- «Бесприданница» А. Н. Островского — Робинзон
- «Шельменко-денщик» Г. Ф. Квитки-Основьяненко — Шельменко
- «Стряпуха» А. В. Софронова — дед Слива
- «Стряпуха замужем» А. В. Софронова — дед Слива
- «Калиновая роща» А. Е. Корнейчука — Крым
- «Много шума из ничего» У. Шекспира — Кисель
- «Глубокая разведка» А. А. Крона — Гулам
- «Любовь Яровая» К. А. Тренёв — Пикалов
- «Мадридская сталь» Л. де Веги — Бельтран

## Память
- Именем актёра названа премия Приморского отделения Союза театральных деятелей РСФСР, вручаемая с 1993 года[3].
- В 2014 году на фасаде Приморской краевой филармонии была установлена мемориальная доска А. Присяжнюку[4]